# 鹿児島県立鹿児島工業高等学校

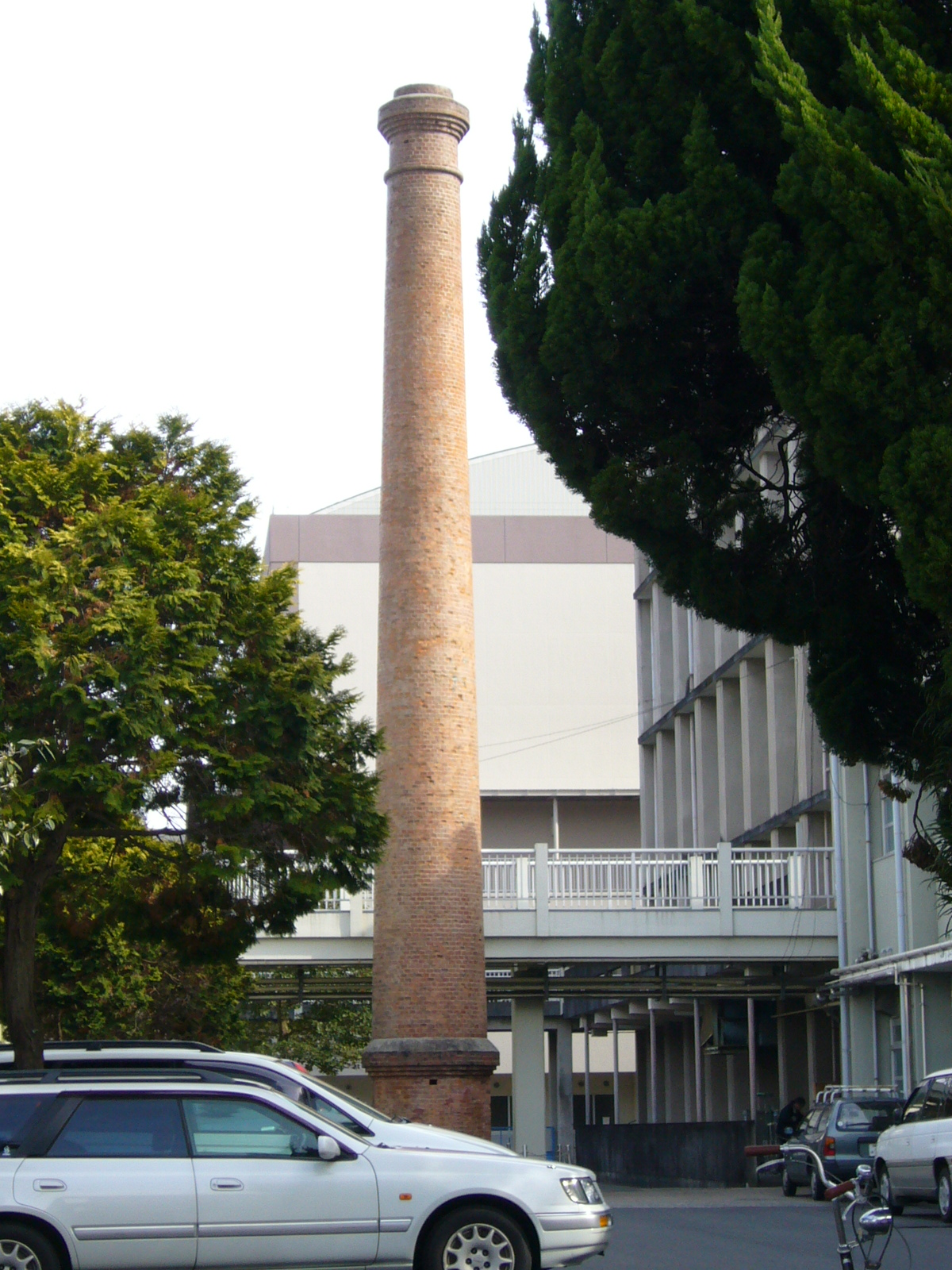
大煙突

鹿児島県立鹿児島工業高等学校（かごしまけんりつ かごしまこうぎょうこうとうがっこう 英語: Kagoshima Technical High School）は、鹿児島県鹿児島市草牟田二丁目に所在する県立工業高等学校。通称は鹿工（ろっこう）。

## 概要
1908年（明治41年）に鹿児島郡立工業徒弟学校として開校。全国の多くの工業高校と同様に男女共学であるが生徒の9割は男子であり、2万人を超える卒業生を送り出している。本校のシンボルとして1920年（大正9年）に造られた煉瓦造の大煙突があり、校歌にも歌われている。2004年（平成16年）6月9日に文化庁の登録有形文化財に登録された。
学校及び全国的な通称は『鹿工』（ろっこう）。但し、鹿児島市内近郊の住民は通称が言い辛いせいか、『工業』（こうぎょう）と呼んで同じような通称を持つ鹿児島高等学校（通称：鹿高（かこう））と区別している。

### 教育課程
1年次は類別に、2年次及び3年次は類ごとに設置された「系」によって学級編成され、所属する「系」は1年次の2学期末に選択する。
工業I類
- 電子機械系
- 電気技術系
- 情報技術系
- 工業化学系

工業II類
- 建築系
- 建設技術系
- インテリア系

### 校訓
- 精進
- 創造
- 誠実
  - 校訓は他校と違い、80周年記念時に制定された。そのため当時最新設校であった鹿児島県立武岡台高等学校より遅い校訓の制定である。

### 校歌
- 作詞：片山松治郎
- 作曲：前田久八

## 沿革
- 1908年（明治41年） 鹿児島郡立工業徒弟学校として設立。
- 1919年（大正8年） 鹿児島県に移管し、鹿児島県立工業学校と改称。
- 1920年（大正9年） 鹿児島県立工業学校開校及び機械科（現：工業I類電子機械系）、建築科（現：II類同系）、家具科を設置。
- 1925年（大正14年） 家具科廃止。
- 1927年（昭和2年） 鹿児島県立鹿児島工業学校と改称。
- 1939年（昭和14年） 電気科（現：工業I類電気技術系）設置。
- 1948年（昭和23年） 学制改革に伴い、鹿児島県鹿児島高等学校第一部と改称。
- 1949年（昭和24年） 鹿児島県鹿児島高等学校を組織改編、第一部を鹿児島県鹿児島工業高等学校と改称。
- 1950年（昭和25年） 全日制に工芸科（現：工業II類インテリア系）設置。鹿児島市高等学校第四部（定時制）廃校。同部の建築科・木材工芸科を本校に統合、昼間定時制を設置。
- 1953年（昭和28年） 昼間定時課程建築科及び工芸科、両学科生徒の卒業をもって廃止。
- 1956年（昭和31年） 定時制（夜間）土木科募集停止（1959年（昭和34年）閉科）、新たに全日制に土木科（現：工業II類建設技術系）設置。定時制に機械科設置し、校名を鹿児島県立鹿児島工業高等学校に改称。
- 1962年（昭和37年） 全日制に工業化学科（現：工業I類同系）設置。
- 1973年（昭和48年） 工芸科をインテリア科と改称。
- 1981年（昭和56年） 定時制電気科及び機械科の募集を停止し、機械電気科に改称。
- 1985年（昭和60年） 定時制機械電気科の募集を停止し、機械科に改称。
- 1988年（昭和63年） 「山坂達者」実践推進校として県教委より指定される。テーマ「教科体育時における気力・体力づくりの効果的方策」。校訓「精進」「創造」「誠実」を制定。
- 1991年（平成3年） 公立高等学校再編整備第三次計画により、全日制の機械科、電気科、建築科、土木科、工業化学科、インテリア科の募集を停止。新たに工業I類（電子機械系、電子工業系、情報技術系、工業化学系）及び工業II類（建築系、建設技術系、インテリア系）設置。
- 1992年（平成4年） 類系設置初の系の授業開始。これにより、新たに情報技術系開科。
- 1999年（平成11年） 定時制機械科募集停止。2003年（平成15年）閉科。
- 2001年（平成13年） 新公立高等学校再編整備計画（第一期）により、電子工業系を電気技術系に再編。
- 2017年（平成29年）新中央館建設完了

## 部活動
野球部
- 2006年（平成18年）、同校として初、県内の県立高校としては1953年（昭和28年）（第35回）の甲南高等学校以来53年ぶりの甲子園出場を果たし、ベスト4まで進出した。
- 2008年（平成20年）、同校として初、県内の県立高校としては1925年（第2回）の鶴丸高校以来83年ぶりの第80回選抜高等学校野球大会出場を決めた。
- 2008年（平成20年）現在、県内の県立高校として唯一の春夏出場校である。

サッカー部
全国高等学校サッカー選手権大会に4回出場している。2回戦進出が最高。（1970年度、1971年度、1975年度、1998年度）
ラグビー部
全国高等学校ラグビーフットボール大会に11回出場しており、県内では鹿児島実業高等学校と並ぶ強豪。3回戦進出が最高。（1985年度、1988年度、1990年度、1991年度、1993年度、1994年度、1997年度 - 1999年度、2003年度、2019年度）
バレー部
春高バレー男子の部に8回出場しているがすべて初戦敗退。県内では鹿児島市立鹿児島商業高等学校に次ぐ強豪。2020年の春高バレーでは初めて初戦を突破し2回戦に進出したが、東亜学園に2-0で敗退となった。（1989年、1990年、1994年、1995年、1997年、2002年、2003年、2020年）
水泳部
末広杯に3年連続出場。総体でも100Mバタフライ個人1位などの成績をおさめている。
弓道部
2007年（平成19年）高校総体にて男子優勝。2006年（平成18年）の鹿児島県立加治木工業高等学校に続き鹿児島県勢の二連覇に貢献する。1998年には全国高等学校弓道選抜大会にて女子が優勝した。

## 交通
- 鹿児島市営バス5番線日当平線（城山・さつま団地経由）「工業高校前」バス停
- 鹿児島市営バス、JR九州バス、鹿児島交通バス「護国神社前」バス停

## 学校周辺
- 鹿児島県護国神社 - 当校の向かいにあり、旧鹿児島県立鹿児島西高等学校の横の通称伊敷グラウンド内に弓道場兼部室が完成するまで、当神社の弓道場を使用させてもらっていた。

## 著名な卒業生
政治・行政・社会運動
- 末吉利雄（旧制） - 第17代鹿児島市長

経済・実業
- 佐藤健太郎 - paperboy&co.代表取締役社長
- 西原一義 - 西原商会創業者・名誉会長

文化
- 高城俊男 - 作詞家（代表作「鹿児島市民歌」）
- いわしげ孝[2] - 漫画家
- 佐多みさき - 漫画家

マスコミ
- 間世田桜子 - 鹿児島讀賣テレビアナウンサー

野球
- 榎下陽大 - プロ野球選手（北海道日本ハムファイターズ）
- 川﨑宗則 - プロ野球選手（福岡ソフトバンクホークス）、メジャーリーガー
- 高山竜太朗 - プロ野球選手（読売ジャイアンツ）

ラグビー
- 桑水流裕策 - 7人制ラグビー日本代表
- 田原太一 - ラグビー選手（サントリーサンゴリアス）

その他のスポーツ
- 大漉賢司 - 柔道家
- 玉田博人 - プロバスケットボール選手
- 平山紘一郎 - アマチュアレスリング選手、オリンピックメダリスト（男子グレコローマン52キロ級：銀・銅）、レスリング日本代表監督
- 本博国 - ボクシング選手